# Беговые лыжи
Статья описывает современный спортивный инвентарь. История его возникновения и развития описана в статье Лыжи.
Беговые лыжи — лыжи, позволяющие передвигаться по заснеженной местности на малые и средние расстояния (до 50 км), а также длинные (до несколько сотен км) с высокой скоростью. Однако, понятие скорость на беговых лыжах относительно. Так скорость передвижения зависит от многих факторов: состояние трассы, правильный подбор смазки, влажность воздуха, снега и т. п.  Беговые лыжи часто используют охотники в местах прохождение местности с большим снежным покровом. Все лыжи делятся на два больших класса: пластиковые лыжи и деревянные лыжи. Пластиковые лыжи в свою очередь делятся на классические и коньковые. Классические в свою очередь делятся на лыжи с насечкой, с гладкой колодкой, и лыжи со специальными вставками (камусами).

## Деревянные лыжи
Деревянные лыжи изготавливаются из нескольких клеёных слоёв и реже из целого массива (бруса) древесины.
Деревянные лыжи раз в сезон просмаливают, а перед катанием смазывают держащей лыжной мазью целиком, при этом обычно на концы лыж (носок и пятку) кладут более холодную мазь, а на колодку (среднюю часть лыжи, расположенную в районе лыжного крепления) — более тёплую, чтобы лыжей можно было толкнуться. В плюсовую погоду деревянные лыжи, в особенности плохо просмолённые, сильно намокают и скольжение их резко ухудшается. В целом, отдача (проскальзывание назад) деревянных лыж гораздо меньше, чем у пластиковых, одна из причин этого — «взлохмачивание» волокон древесины. Переход на гораздо более скользкие пластиковые лыжи может создать определённую проблему человеку, привыкшему к классическому ходу на деревянных лыжах.
Одна из ниш, в которую уходит производство деревянных лыж, — это производство эксклюзивных и сувенирных лыж (в основном ручной работы). Например финн Esko Vilminko изготавливает такие лыжи (на илл.) в своей домашней мастерской в финском местечке Вуокатти. Лыжи эти дороги в производстве, эксклюзивны и в продаже стоят недёшево — около 500 евро. Их используют и по прямому назначению (для охоты), и в качестве украшения дома, и в качестве дорогого сувенира из Финляндии.

## Пластиковые лыжи

### Лыжи с насечкой
Пластиковые лыжи с насечкой представляют собой лыжи с зазубринами (зацепами, засечками) в средней части лыжи в области лыжного ботинка. Преимуществом лыж с насечкой является то обстоятельство, что эти лыжи не требуют смазки. Недостатком является тот факт, что на жёсткой, леденистой лыжне такие лыжи будут держать не очень хорошо, будут слегка отдавать («стрелять», как говорят лыжники) — то есть проскальзывать назад. Тем не менее, такие лыжи чрезвычайно популярны в развитых странах Европы и Америки. Достаточно сказать, что приблизительно половина всех лыж, продающихся в западных странах до 2011 — это лыжи с насечкой. Все лыжи с насечкой предназначены только для классического хода. Более того, такие лыжи нельзя однозначно относить к беговым, так как большая часть таких продаваемых лыж относится к классу туристических или прогулочных. Среди спортсменов профессионалов достаточно редко попадаются те, кто использует лыжи с насечками. Хотя есть среди них даже и призёры международных соревнований.

### Лыжи с гладкой колодкой

#### Для классического стиля
Такие лыжи имеют в средней части (под колодкой) гладкую поверхность, и для того, чтобы на таких лыжах можно было передвигаться, их смазывают в средней части лыжной мазью держания, которая при толчке не даёт лыжам проскальзывать назад. Существует огромное количество способов и вариантов смазки лыж в зависимости от погоды и амбиций лыжника, однако существует и несколько простейших способов смазки, ориентированных на начинающих лыжников. Как правило, начинающему лыжнику вполне достаточно иметь простейший набор из трёх баночек лыжной мази для снега различных температур, пластикового скребка и пробки, растирки.

#### Для конькового стиля
Коньковый стиль передвижения требует чуть более высокого уровня подготовки по сравнению с классическим стилем. Не случайно большинство гуляющих на лыжах по лесу людей используют именно классический стиль передвижения — он проще, демократичнее, менее требователен к качеству подготовки и ширине лыжной трассы. При этом коньковые лыжи короче классических обычно на 15—20 см. Также на этих лыжах, с нижней части, по краям лыжи делается кант 1-2 мм для более устойчивого хода лыжи, чтобы она не проскальзывала в сторону.

## Крепления беговых лыж
В настоящее время (2019 год) популярны три типа креплений беговых лыж: разработанная в Rottefella система NNN (новейшие крепления этой системы устанавливаются на платформу NIS), также компания Fisher производит свой стандарт креплений IFP (отлично от NNN только способом защёлки ботинка), система SNS (Salomon Nordic Syste) и Nordic Norm 75 мм, старейшая из систем, так же разработанная в Rottefella. Первые два типа креплений в основном предназначены для лыжников-спортсменов, однако в настоящее время применяются и любителями. В профессиональном спорте используются NNN и SNS Pilot. Системы крепления ботинок NNN и SNS внешне и по способу крепления весьма похожи — в обоих типах креплений ботинок закрепляется за скобу в носке, отличие в фиксирующем ботинок пазах. Также стоит добавить, что к сезону 2016—2017 гг. компания Salomon совместно с фирмой Atomic подготовила новые крепления prolink. По сути prolink является вариантом NNN от Salomon. Так все ботинки системы NNN подходят к креплениям prolink. В сезоне 2017—2018 гг. компании Fischer и Rossignol подготовили новые крепления системы turnamik. Эта система также является вариантом NNN от Fischer и Rossignol. Для будущего сезона 2018—2019 гг. компании Rottefella и Madshus анонсировали «интеллектуальные» крепления, которые благодаря электронному механизму смогут прямо на ходу менять положение крепления относительно центра тяжести лыжи, что, по заверениям производителя, позволит более точно настраивать лыжи относительно состояния трассы. Данная система пока анонсирована только для лыж с камусом.

### Nordic Norm 75 mm
NN-75 (англ. Nordic Norm 75 mm) (Рантовая система) — система креплений беговых лыж, разработанная в фирме Rottefella в 1971 году. Ботинок фиксируется за стандартизированный рант лыжных ботинок 75 мм тремя штырями и пружинящим прижимом, дополненными боковыми ограничителями в районе носка. Для лучшей фиксации иногда применяется подпятник с призматической направляющей. Преимущество данной системы креплений — не только низкая цена, но и большая ремонтопригодность, важная для лыжных туристических походов, в то же время фиксация ботинка от кручения может считаться достаточной лишь для классического, но не конькового хода, а надежность может уступать более современным аналогам. В силу низкой цены популярны у любителей неспешных лыжных прогулок и у школьников, в том числе на начальном этапе занятий в спортивных школах.

### New Nordic Norm
NNN (англ. New Nordic Norm) — система креплений беговых лыж, так же разработанная норвежской фирмой Rottefella в 1985 году. В передней части креплений системы NNN расположены резиновые упоры, в которые при толчке упирается носок ботинка. В зависимости от жёсткости резинки регулируется жёсткость управления лыжей, поэтому для разных стилей катания используются резинки разной жёсткости. Крепления для беговых лыж систем NNN и SNS различаются направляющими выступами для ботинок вдоль креплений. SNS имеет один центральный выступ, а NNN — два параллельных. Кроме того, несколько отличается система крепежа ботинка — у креплений SNS скоба ботинка закрепляется сразу в носке ботинка, а у креплений NNN сдвинут на 10 мм назад, под пальцы, что дает несколько лучшее управление лыжей при коньковом ходе. Благодаря отсутствию ранта более узкие ботинки NNN и SNS дают меньшее сопротивление при соприкосновении со снегом, кроме того, плотная поперечная фиксация ботинка продольными пазами по всей длине облегчает коньковый ход.
NIS (англ. Nordic Integrated System) — вариант системы NNN, разработанный фирмами Rossignol, Madshus, Rottefella, и Alpina в январе 2005. Отличается платой, прикреплённой в заводских условиях к поверхности лыжи. Это обеспечивает лёгкость установки крепления и возможность его продольного сдвига. Крепления для платформ NIS только NNN.
IFP (Integrated Fixation Plate) — в 2017 году Fischer совместно с Rossignol выпустили новый тип лыжных креплений Turnamic. Главной особенностью является то, что устанавливаются они на платформу IFP. То есть вместо уже ставшей привычной NIS, на лыжах Fischer и Rossignol будет стоять только новая платформа IFP. Кстати, на NIS останутся только лыжи Madshus.
Фиксация происходит при помощи двух металлических штырьков. Сделано это для того, чтобы не влиять на жесткость и работу лыж. Существует мнение, что лыжи становятся жестче после установки креплений. Разработчики Turnamic сделали фиксацию в одной точке. При работе лыж крепление немного двигается на направляющих, не меняя упругость лыжи. В этом принципиальных отличий от платформы NIS нет: всё так же работало без нареканий. Пластин NIS с 2017 года не будет ни на Rossignol, ни на Fischer. Сотрудничество с ROTTEFELLA обходилось слишком дорого, поэтому Rossignol и Fischer (которым принадлежит почти половина рынка) решили разработать свою пластину. Платформа IFP совместима с креплениями NNN. О практических преимуществах и недостатках IFP говорить ещё рано.

### Salomon Nordic System
SNS (англ. Salomon Nordic System) — система креплений беговых лыж, разработана французской фирмой Salomon. В передней части креплений системы SNS расположены резиновые упоры, в которые при толчке упирается носок ботинка. В зависимости от жёсткости резинки регулируется жёсткость управления лыжей, поэтому для разных стилей катания используются резинки разной жёсткости. Современная система креплений Salomon Pilot имеет две металлические скобы для фиксации, на расстояниях 10 и 35 мм от носка ботинка, что позволяет гораздо лучше контролировать лыжу. Крепления для беговых лыж систем SNS и NNN различаются направляющими выступами для ботинок вдоль креплений. SNS имеет один центральный выступ, а NNN — два параллельных.

## Лыжные палки
Этот раздел о современных палках для беговых лыж. Другие виды палок и история их возникновения описана в статье Лыжные палки.
Современные лыжные палки для беговых лыж изготавливаются, как правило, из стеклопластика (нижний ценовой уровень), карбона (наиболее дорогие модели) или из смеси этих материалов в разных пропорциях. Палки из чистого углеволокна отличаются лёгкостью, очень жёсткие. Чистые стекловолоконные менее жёстки, легче гнутся, менее прочны и при этом чуть больше весят. Такие палки подходят начинающим и детям, не обладающим сильным толчком. Цена композитных палок из стекловолокна и карбона сильно зависит от содержания последнего. Пластиковые палки с высоким содержанием стекловолокна иногда ломаются даже от сильного толчка, направленного в сторону от оси палки. Наиболее доступны по цене палки из алюминия, они не боятся боковых ударов и подходят для любителей, начинающих и обладающих большим весом (им подойдут и палки с повышенным содержанием карбона). Дизайн современных алюминиевых палок не ниже, чем у композитных.
Основные составляющие части лыжной палки (сверху вниз))— ручка, петля для руки, древко, лапка и наконечник.
Ручки изготавливаются из самых различных нескользящих материалов — пластик, кожа, древесина и пробка, наиболее часто применяемая в лыжных гонках. Ручки часто имеют пальцевые выемки, немного загнуты вперёд. Для поддержки руки внизу ручки делается уступ. Иногда верх ручки, для опоры сверху, изготавливают большего размера.
Древко, как правило, цилиндрической формы, для спортсменов также выпускаются зауженные книзу древки с поднятым гораздо выше центром тяжести и со сложной диаграммой упругости.
Петли для рук (темляки) изготавливаются из прочной синтетической ткани. Петля обычно делается регулируемой длины, для подгонки по руке, так как при катании рука при толчке должна давить на петлю, а не на ручку. Широкие петли для спортсменов (капканы) делают обычно из натуральной кожи.
Опорные кольца (лапки) — закрепляются в нижней части древка, в нескольких сантиметрах от наконечника. На современных палках лапки как правило пластмассовые. Диаметр лапок варьируется в зависимости от твёрдости снега — 40-50 мм для жёсткого снега и уплотнённой лыжни, 60-80 мм (стандартный диаметр в магазинах) — для средней твёрдости, 100—120 мм для рыхлого снега и для движения по глубокому снегу (например в лесу).
Наконечники палок изготавливают из стали или твёрдых сплавов. Наконечники бывают разных форм — конические (выпускались ранее), обратный конус (самые распространённые) и зубчатая коронка (для движения по льду и на склонах). Наконечники палок для детей, для предотвращения травм, изготавливают из неметаллических материалов.
Лыжные палки подбираются по росту лыжника, обычная формула — для классического стиля длина палки составляет рост минус 25-30 см, для конькового — рост минус 15-20 см. Ниже приведены стандартные таблицы подбора палок.
Таблица подбора лыжных палок для взрослого человека
| Рост лыжника (см) | Длина палок (см)      | Длина палок (см)   |
| Рост лыжника (см) | Классический ход (см) | Коньковый ход (см) |
| ----------------- | --------------------- | ------------------ |
| 150               | 120                   | 130                |
| 155               | 125                   | 135                |
| 160               | 130                   | 140                |
| 165               | 135                   | 145                |
| 170               | 140                   | 150                |
| 175               | 145                   | 155                |
| 180               | 150                   | 160                |
| 185               | 155                   | 165                |
| 190               | 160                   | 170                |
| 195               | 165                   | 175                |

Таблица подбора лыжных палок для ребёнка
| Рост ребёнка (см) | Длина палок (см) | Возраст ребёнка (лет) |
| ----------------- | ---------------- | --------------------- |
| 100               | 75               | 3                     |
| 110               | 80               | 4                     |
| 115               | 85               | 5                     |
| 120               | 90               | 6                     |
| 125               | 95               | 7                     |
| 130               | 100              | 8                     |
| 135               | 105              | 9                     |
| 140               | 110              | 10                    |
| 145               | 115              | 11                    |

## Мировой рынок беговых лыж
Согласно статистике, приведённой компанией Fischer, и опубликованной в журнале «Лыжный спорт», мировой рынок беговых лыж колеблется в диапазоне приблизительно около 2 миллионов пар в год. Страны, на которые приходятся наибольшие продажи:
| Страна      | пар/год |
| ----------- | ------- |
| Россия      | 819000  |
| Норвегия    | 305000  |
| Финляндия   | 174600  |
| США         | 140000  |
| Швеция      | 55900   |
| Германия    | 46000   |
| Чехия       | 42400   |
| Канада      | 40100   |
| Австрия     | 31000   |
| Италия      | 28000   |
| Франция     | 24100   |
| Япония      | 16500   |
| Швейцария   | 13000   |
| Другие      | 20550   |
| Общий объём | 1756850 |

Эти цифры актуальны для сезона 2006-07 годов (период кризиса лыжной индустрии, возникшего из-за двух бесснежных зим). Многие ведущие российские эксперты лыжной индустрии считают цифру в 819 000 пар для России заниженной, они считают, что российский рынок измеряется цифрой приблизительно в один миллион пар в год.